# 僧房
僧房（そうぼう、僧坊）とは、寺院内において僧侶が生活を送る居住空間及びその建物自体を指す。

## 概要
古代日本の寺院伽藍の構造においては全体の北側の区域に講堂を南側として、北室、東室、西室の3棟の僧房を設置した。これを三面僧房（さんめんそうぼう）と呼ぶ。また、それより小規模な形態として講堂の北側に並行して北階、南階の2棟の僧房を設置する寺院もあった。
大寺院の場合には長さ200から300尺梁行（奥行）40尺前後の大房と中庭を挟んで対となって建てられた梁行10余尺（長さは対となる大房とほぼ同じ）小子房から構成されていた。前者は僧侶が居住し、後者はその従者が居住する空間とされ、小子房と同じ機能を持つものとして更に中房も併置される場合があった。大房、小子房ともに20余尺の桁行（間口）ごとに仕切られて10区画もしくはそれ以上の棟割が行われ、その一つ一つを「房」と称した。房の中は3つに分けられ、扉の付いた入口側と連子窓が付いた一番奥の部分が居室、真ん中の光の入りにくい部分が寝室に用いられ、1つの房に10名前後の僧侶が集団生活を営んだ（1人あたりに直すと2・3坪となる）。床は土間か板敷で天井を有していたが、板敷や天井は当時の講堂や金堂などの伽藍の主要施設には存在せず、あくまでも僧坊は居住、睡眠、休息の場として用いれていたことが知ることが出来る。
だが、平安時代に台頭した天台宗や真言宗では巨大な僧房は設置されず、既存の宗派（南都六宗）でも私僧房である子院を建てる高僧が登場した。また、僧房でも高僧が1人で房を独占したり、仏堂や御影堂に改装されるようになり、鎌倉時代から室町時代にかけて本来の機能を喪失していった。ただし、近世の禅宗檀林に併設された学寮の中には古来の僧房の伝統を継承した施設もあった。
なお、私僧房には○○房（○○坊）という個別の名（房号、坊号）がつけられるようになり、大寺院に付属する子院や塔頭の名となるようになった（京都寂光寺の本因坊など）。一方で、私僧房は寺院における寺務所、住僧の住まい（庫裏）となり、大寺院の僧房でその寺の寺務を取り仕切る僧房は本坊と称されるようになった（京都六角堂頂法寺の池坊など）。ちなみに、日本浄土宗の祖とされる法然の号は房号（「法然房」の略）であり、諱は源空である。

## 遺例
- 唐招提寺礼堂 - 元の東面の僧房が、改築されて今も残る。
- 元興寺極楽坊 - 元の僧房の東端を改築されたのが、現在の本堂と禅室である。